# Trouée de Ljubljana
 (juillet 2025).
La Trouée de Ljubljana,, ou la porte de Ljubljana, (en slovène Ljubljanska vrata), est la zone de transition entre les Alpes et les Alpes dinariques qui s'étend du sud-ouest au nord-est entre Trieste et Ljubljana.
Col de montagne d'une situation stratégique en Europe, il doit son nom à Ljubljana, la capitale de la Slovénie.